# BC Levski Sofia
BC Levski Sofia (en búlgaro: БК „Левски София“) es un equipo profesional de baloncesto de Bulgaria, ubicado en la capital Sofía y parte del club Levski Sofia. Fundado en 1923, Levski ganó 33 títulos locales (récord nacional), habiendo conquistado 18 veces la NBL y en 15 ocasiones la Copa de Baloncesto de Bulgaria. Juegan como local en el Universiada Hall, con capacidad para 4000 espectadores.
Los títulos internacionales obtenidos por el club son: 1 Euroliga Femenina (1984) y 2 Copa Ronchetti (1978 y 1979) en la división femenina y 2 Balkan League (2010 y 2014) en la división masculina. El equipo femenino de Levski ha ganado 21 trofeos domésticos (8 Ligas y 13 Copas de Bulgaria).

## Resultados en la Liga búlgara
| Temporada | División | Liga | Posición | Play-Offs        | Balkan League | Adriatic League |
| --------- | -------- | ---- | -------- | ---------------- | ------------- | --------------- |
| 2010–11   | 1        | NBL  | 2        | Subcampeones     | Semifinales   | -               |
| 2011–12   | 1        | NBL  | 2        | Subcampeones     | Subcampeones  | -               |
| 2012–13   | 1        | NBL  | 2        | Subcampeones     | Subcampeones  | -               |
| 2013–14   | 1        | NBL  | 4        | Campeones        | Campeones     | -               |
| 2014–15   | 1        | NBL  | 4        | Cuartos de final | -             | 14              |

## Títulos

### Baloncesto masculino
NBL : 20
- 1942 , 1945, 1946, 1947, 1954, 1956, 1960, 1962, 1978, 1979, 1981, 1982, 1986, 1993, 1994, 2000, 2001, 2014, 2018, 2021

Copa de Baloncesto de Bulgaria : 14
- 1969, 1971, 1972, 1976, 1979, 1982, 1983, 1993, 2001, 2009, 2010, 2014, 2019, 2020

Liga Internacional de Baloncesto de los Balcanes : 3
- Campeones: 2010, 2014, 2018
- Subcampeones: 2012, 2013

### Baloncesto femenino
NBL : 8
- 1980, 1983, 1984, 1985, 1986, 1987, 1988, 1994

Copa de Baloncesto de Bulgaria : 13
- 1969, 1972, 1974, 1976, 1977, 1980, 1982, 1983, 1985, 1986, 1987, 1989, 1991

Euroliga Femenina: 1
- 1984

Copa Ronchetti: 2
- Campeones: 1978, 1979
- Subcampeones: 1975

## Jugadores destacados
| - Chuck Stuart - Dimitar Angelov - Ljudmil Chadschisotirov - Chrisimir Dimitrov - Mincho Dimov - Hristo Doychinov - Stefan Georgiev - Atanas Golomeev - Kaloyan Ivanov - Dejan Ivanov - Iliya Mirchev - Bojko Mladenov - Georgi Mladenov - Atanas Peychinski - Christo Sachariev - Nikolaj Varbanov - Asen Velikov - Filip Videnov - Mario Kasun - Arnas Kazlauskas - Gjorgji Čekovski - Nikola Gaidadjiev | - Todor Gečevski - Stojan Gjuroski - Marko Ivanovic - Zoran Jovanović - Marko Marinović - Djordje Micić - Mladen Pantić - Nemanja Protić - Miljan Pupović - Vukasin Zivković - Joseph Mazibuko - Lionel Chalmers - Donald Cole - Lorenzo Coleman - Jason Crowe - Justin Eller - Marshod Fairweather - Bobby Frasor - Marcus Hall - Aaron Harper - Al Harris - Brandon Heath | - Jarrett Howell - Jimmie Hunt - Charles Jones - Jumaine Jones - Dwayne Morton - Rob Preston - Sam Randolph - Ronald Slay - Jason Smith - Virgil Stewart - Sasa Bajovic - Ilian Evtimov - Vasil Martinov - Andreas Kiriakidis - Basam Shabarek - Vasil Evtimov - Boyko Mladenov - Priest Lauderdale - Ajani Williams - Mike Wilkinson |